# Carl Christian Bruhns
Carl Christian Bruhns (født 22. november 1830 i Plön, Hertugdømmet Holsten, død 25. juli 1881 i Leipzig) var en tysk astronom.
Bruhns kom 1851 som mekaniker til Siemens & Halske i Berlin og blev der bekendt med Johann Franz Encke. I 1852 ansattes Bruhns ved observatoriet i Berlin, besvarede 1855 universitetets prisopgave, Die astronomische Strahlenbrechung in ihrer historischen Entwickelung (1861) og blev 1858 privatdocent ved universitetet. I 1860 blev Bruhns professor i astronomi i Leipzig og efter August Ferdinand Möbius direktør for observatoriet sammesteds. Ved siden heraf arbejdede han som meteorolog, geodæt og geograf. Han har opdaget flere kometer og som kalkulator vundet sig et kendt navn. Foruden sine biografier over Encke og Alexander von Humboldt har han blandt andet udgivet Neues logarithmisch-trigonometrisches Handbuch auf sieben Dezimalen (1870, 7. udgave, 1906).